# La Croisière (film, 2011)
Pour les articles homonymes, voir La Croisière.
Pour plus de détails, voir Fiche technique et Distribution.
La Croisière est une comédie française réalisée par Pascale Pouzadoux, sortie en 2011.

## Synopsis
Plusieurs personnages voient leurs destins s'entrecroiser sur un navire de croisière : Raphaël, qui pour suivre sa femme, partie avec son amant, devra embarquer clandestinement et se déguiser en femme pour échapper à la sécurité ; Simone, une vieille dame habituée de cette croisière qui transporte son chien incognito dans son sac à main ; Hortense, une Bretonne éleveuse de porcs à la recherche de son mari jamais revenu des toilettes depuis qu'il y est allé à leur arrivée ; Chloé, une jeune pickpocket de banlieue au cœur brisé ; et Alix, une Parisienne hyper stressée, que ses collègues de travail qui ne la supportaient plus ont envoyée faire cette croisière pour se débarrasser d’elle, en lui faisant croire qu'elle y avait un rendez-vous professionnel. Tous se rencontreront par hasard et vivront ensemble une expérience inoubliable dans laquelle chacun réussira à régler ses problèmes grâce aux autres et à trouver son bonheur.

## Fiche technique
Source IMDb
- Décors : Philippe Chiffre
- Costumes : Charlotte Betaillole
- Photographie : Pascal Ridao
- Montage : Scott Stevenson
- Musique : Éric Neveux
- Société de distribution : Mars Distribution
- Langue : français
- Format : couleur - 35 m - 1,85:1 - son mono - procédé cinématographique : Super 35
- Durée : 100 minutes
- Dates de sortie :
  - Belgique : 13 avril 2011
  - France : 20 avril 2011

## Distribution
- Charlotte de Turckheim : Hortense Bouillonec
- Antoine Duléry : Raphaël / Raphie
- Line Renaud : Simone
- Marilou Berry : Alix
- Nora Arnezeder : Chloé
- Jean Benguigui : le commandant
- Armelle : Marie-Do
- Stéphane Debac : Diego
- Camille Japy : Camille
- Nicolas Vaude : Le curé
- Marilou Lopes-Benites : Marie
- Laurence Badie : Odette
- Jacques Ciron : Raymond
- Charles-François Pouzadoux : Le second
- Hubert Saint-Macary : le médecin
- Franck Beckmann : Pierrick Bouillonec
- Éric Fraticelli : Barman Tonio
- Guillaume Rumiel : Barman Frankie
- Philippe Bénard et Hyacinthe Imayanga : Les agents de sécurité
- Chloé Renaud : L'hôtesse SPA
- Marc Samuel : Le libidineux
- Valérie Even : La voisine de Camille
- Arnaud Tsamere : Un collaborateur d'Alix
- Pauline Delpech : Une collaboratrice d'Alix
- Alice Pol : Une collaboratrice d'Alix
- Hugo Becker : Alex, un collaborateur d'Alix
- Arnaud Duléry : Le naufragé
- Jean-Louis Barcelona : L'officier restaurant
- Michel Duléry : Jean-Pierre
- Christian Habani : Le pêcheur
- Gervais Dangles : Le serveur
- Isabelle Jaquet : L'infirmière
- Sina Frifra : Le beach boy
- Samuel Amar : Un officier
- Bobo : Bertrand le chien
- Audrey Lamy : Jenny
- Alex Lutz : James
- Aurélie Matéo : Lolita
- Alexandre Brasseur : L'amant de l'épouse de Raphaël

## Musique
On peut entendre dans le film plusieurs extraits musicaux dont : Tu me fais planer et Je l'attendais de Michel Delpech, Mon amour de Ben l'Oncle Soul, Besoin de rien, envie de toi de Peter et Sloane, Woman in Love de Barbra Streisand, ainsi que des versions arrangées de Vacances j'oublie tout d'Élégance et de Love Boat, interprétée par Jack Jones. Le standard Historia de un amor est diffusé peu avant la fin du film.

## Accueil

### Box-office
Après 6 semaines d'exploitations dans les cinémas de France, le film termine à plus de 670 000 entrées, un succès relatif.

### Diffusions télévisées
Le succès en demi-teinte du long-métrage fait hésiter TF1 (coproductrice du film) à le programmer sur sa chaîne. Il a été finalement diffusé à 2 h 50 dans la nuit du 17 au 18 février 2015. L'audience est estimée à 237 000 spectateurs.
Le film a été ensuite rediffusé le 9 juillet 2015 à 20 h 55 sur TMC et a réunit 1,12 millions de téléspectateurs, soit 5,6 % de PDA, un bon score permettant à la chaîne de se classer première chaîne TNT et cinquième chaîne nationale.
Le 3 juillet 2016, M6 ayant récupéré le quart de finale de l'Euro 2016 (France-Islande), TF1 rediffuse le film à 20 h 55 et prend la deuxième place des audiences avec 2,1 millions de téléspectateurs, soit 7,3 % de PDA.
Le 24 juillet 2016, TMC rediffuse à nouveau le film à 20 h 55 et attire 440 000 téléspectateurs, un joli score au vu de la troisième rediffusion du film en l'espace de seulement un an.
Le 29 décembre 2016, le film se retrouve de nouveau rediffusé sur TMC à 21 h. Alors qu'il s'agit de sa quatrième rediffusion en l’espace d'un peu moins d'un an et demi, le film rassemble 925 000 téléspectateurs (4 % de PDA), un excellent score.
Depuis 2016, le film est encore rediffusé de temps à autre sur la TNT (TMC, W9).